# Iwan Wołkow
Iwan Aleksiejewicz Wołkow (ros. Иван Алексеевич Волков, ur. w styczniu 1906 we wsi Żukowskaja w guberni włodzimierskiej, zm. 27 maja 1975) – radziecki polityk, członek KC KPZR (1952–1956).

## Życiorys
Od 1924 sekretarz odpowiedzialny gminnego komitetu Komsomołu, od 1925 w RKP(b)/WKP(b), kierownik wydziału Gubernialnego Komitetu Komsomołu w Iwanowie-Wozniesieńsku, od 1926 instruktor-informator tego komitetu, potem sekretarz odpowiedzialny gminnego komitetu Komsomołu w gminnego komitetu WKP(b) w Tambowie. W latach 1928–1929 w Armii Czerwonej, 1929–1930 propagandzista i kierownik wydziału kulturalno-propagandowego rejonowego komitetu WKP(b) Kraju Środkowo-WołŚrżańskiego. W latach 1932–1937 studiował w Instytucie Czerwonej Profesury (Wydział Agrarny), równocześnie był w nim sekretarzem komitetu WKP(b) i od 1933 kierownikiem działu uczelnianego Instytutu Marksizmu-Leninizmu w Nowosybirsku i do 1937 dyrektorem Syberyjskiego Instytutu Budowlanego. W latach 1937–1938 dyrektor szkoły agrarno-rolniczej w Nowosybirsku, w 1938 kierownik sektora kadr oświaty i kultury wydziału kadr Komitetu Obwodowego WKP(b) w Nowosybirsku, 1938-1941 II sekretarz Komitetu Miejskiego, a w 1942 Komitetu Obwodowego WKP(b) w Nowosybirsku. W 1942 organizator odpowiedzialny Zarządu Kadr KC WKP(b), od czerwca 1942 do kwietnia 1951 I sekretarz Komitetu Obwodowego WKP(b) w Tambowie. Od 30 marca 1951 do 30 stycznia 1954 I sekretarz Komitetu Obwodowego WKP(b)/KPZR w Orle, od 14 października 1952 do 14 lutego 1956 członek KC KPZR. Od 1954 zastępca później I zastępca przewodniczącego Komitetu Wykonawczego Rady Obwodowej w Gorkim (obecnie Niżny Nowogród), od czerwca 1956 do lutego 1962 przewodniczący Komitetu Wykonawczego Rady Obwodowej w Wołogdzie, następnie na emeryturze. Odznaczony Orderem Lenina i dwoma Orderami Czerwonego Sztandaru Pracy.